# NGC 4301
NGC 4301 este o intermediate spiral galaxy⁠(d) situată în constelația Fecioara. A fost descoperită în 21 aprilie 1851 de către William Parsons, 3rd Earl of Rosse⁠(d). Se află la o distanță de 17 megaparseci de Pământ.